# Parafia Świętej Trójcy w Turośni Kościelnej
Parafia pw. Świętej Trójcy w Turośni Kościelnej – rzymskokatolicka parafia należąca do dekanatu Białystok – Nowe Miasto, archidiecezji białostockiej, metropolii białostockiej.
Od 10 września 2023 proboszczem parafii jest ks. mgr Andrzej Kramkowski. 

## Zasięg parafii
Do parafii należą wierni z następujących miejscowości: Turośń Kościelna, Borowskie Gziki, Czaczki Wielkie, Dobrowoda, Hołówki Duże, Hołówki Małe, Iwanówka, Juraszki, Kowale, Piećki, Pomigacze, Simuny, Stoczki, Szerenosy i Turośń Dolna.

## Historia parafii
Parafia swoje powstanie zawdzięcza właścicielowi miejscowych dóbr Jerzemu Raczce, który 23 IV 1515 r. wystawił dokument fundacyjny dla parafii w Turośli. On też pobudował pierwszy kościół, drewniany, pod wezwaniem Trzech Króli, św. Anny i Dziesięciu Tysięcy Żołnierzy. Kościół ten spłonął w 1638 r. 
Został odbudowany i przetrwał do roku 1723. W tym bowiem czasie Jan Zaleski, chorąży nurski i starosta suraski, zbudował kolejny drewniany kościół, ale już pod wezwaniem Świętej Trójcy. W wielkim ołtarzu zawieszono obraz Świętej Trójcy, namalowany przez Szymona Czechowicza, który przetrwał do dziś i został odnowiony za czasów ks. proboszcza Eugeniusza Bidy przez konserwatorów Władysławę Kamińską Tunin i Konstantego Tunina.
Obecny kościół barokowy zbudował Wiktoryn Zaleski, a poświęcił go w listopadzie 1783 r. miejscowy proboszcz ks. Piotr Paweł Wyszyński, z upoważnienia biskupa wileńskiego Ignacego Massalskiego. Świątynię powiększył w roku 1882 ks. Adolf Korkuć, proboszcz turośniański. Wymurował dwie boczne nawy i przedsionek oraz drewnianą wieżę. Kościół został konsekrowany 30 VIII 1933 r. przez abpa Romualda Jałbrzykowskiego.
Po roku 1990 ks. proboszcz Eugeniusz Bida przeprowadził prace renowacyjne wnętrza kościoła, przywracające pierwotną formę ołtarzom.

## Miejsca kultu
Kościół parafialny
- Kościół parafialny pw. Świętej Trójcy wybudowany w latach 1782–1783 przez księdza proboszcza Piotra Pawła Wyszyńskiego. W kościele znajdują się zabytkowe organy piszczałkowe z 2 połowy XIX wieku[2].

Kościoły filialne i kaplice
- Kaplica pw. Najświętszego Serca Pana Jezusa w Szerenosach
- Kaplica w Iwanówce
- Kaplica pw. św. Rozalii w Pomygaczach